# Johann Georg Mönckeberg
Johann Georg Mönckeberg (22 de agosto de 1839, Hamburgo - 27 de marzo de 1908, ibíd.) fue un político hamburgués, que sirvió como Alcalde de Hamburgo en 1890, 1893, 1896, 1899, 1902, 1904–1905, y 1908.
Estudió derecho en la Universidad de Heidelberg y en la de Gotinga, y trabajó como abogado en Hamburgo desde 1862. En 1871, fue elegido al Parlamento de Hamburgo y en 1876 es elegido Senador, sirviendo hasta su deceso.

## Privado
Casado con Elise Mathilde Tesdorpf.

## Honores

### Eponimia
- Calle Mönckebergstraße.[1]